# خالد زقل
خالد زقل هو أحد أمراء المهدية وأبن عم الأمام المهدي قائد الثورة المهدية في السودان، عمل في الإدارة التركية بالسودان قبل اتضمامه إلى المهدي. أتهم بمحاولة تسيير جيشه إلى أم درمان للوقوف إلى صف الأشراف في صراعهم ضد الخليفة عبدالله التعايشي، وتم نفيه إلى الرجاف في جنوب السودان قبل أن ينضم إلى السلطان علي دينار ويدخل معه في اختلاف كان زقل ضحيته.

## نسبه ووصفه
إسمه بالكامل هو محمد خالد زقل وينتسب إلى اسرة المهدي فهو ابن عمه. وكان بديناً ذا بسطة في الجسم، يحب أطباق اللحوم. 

## حياته المهنية
كان زقل يعمل بالتجارة قبل أن يصبح مسؤولاً إدارياً في دارفور أثناء فترة الحكم التركي في السودان وتحت رئاسة سلاطين باشا حاكم دارفور ثم أصبح مدير لمنطقة دارا.

## انضمامه للمهدية
أرسله سلاطين باشا حاكم دارفور لمقابلة المهدي في الأبيض، للتوسط في عملية استسلام سلاطين للمهدي، مقابل اعلان سلاطين لإسلامه وعدم قتله، وهو ماحدث حيث وافق المهدي على ذلك وأطلق اسم عبد القادر على سلاطين وألزمه بالبقاء دوماً قريباً من خليفته عبد الله التعايشي.

## دوره في المهدية
بعد انضامه إلى المهدية استولى على جميع مناطق دارفور عام 1884 واصبح حاكماً لها تحت إمرة المهدي. وأثناء حصار الخرطوم طلب منه الخليفة عبد الله تزويد قوات المهدي المحاصرة للخرطوم بالأسلحة الموجودة معه خاصة بنادق الرمنجتون وبارود المدافع والجلل والاستعانة بأبل العرب في نقلها. كما قام بتسيير حملة تأديبية ضد عرب المحاميد والنوبة عندما انقلبوا على المهدية بعد أن علموا بوفاة المهدي. حكم زقل دارفور من الفترة 1884 وحتى 1886 وخلفه عثمان آدم الذي استمر حكمه لدارفور حتى 1890.

## مشاكله مع الخليفة وتجريده من منصبه واسلحته
بعد وفاة المهدي كتب مؤيدو الخليفة شريف إلى خالد كتاباً يطالبونه فيه بتسيير جيشه إلى أم درمان للإطاحة بالخليفة عبد الله. ولسوء حظه وقعت الرسالة في أيدي أنصار الخليفة عبد الله، فتم اعتقاله في بارا عندما كان في طريقه إلى أم درمانـ وتجريده من منصبه وسلاحه.
وكان أحمد سليمان أحد زعماء الأشراف قد أرسل إلى زقل رسالة عبر بريد خاص يطلب فيها منه القدوم إلى أم درمان قبل وصول الأمير حمدان أبو عنجة إليه، لكن الرسل الذي ارسلهم أحمد سليمان وصلوا بعد بعد تجريده. وضبط أبو عنجة الذي تعقب زقل حتى لحق به في بارا، البريد وقرأ الرسالة ثم أمر خالد بقراءتها علناً ومن ثم أرسلها إلى الخليفة. واعترف أحمد سليمان للخليفة بأنه هو مرسل الرسالة.
وثمة رواية وصفها المؤرخ شبيكة بأنها ضعيفة مفادها أن خالد زقل بعث برسالتين واحدة إلى الخليفة عبد الله يؤكد فيها قدومه إلى أم درمان وأخرى إلى الخليفة محمد شريف يعده فيها بمساندته عسكرياً إذا لزم الأمر. وشاءت الأقدار أن تقع الرسالة الموجهة إلى الخليفة شريف في يد الخليفة عبد الله.

## انضمامه إلى علي دينار ومقتله
بعد أن فك البلجيك أسره عاد زقل إلى دارفور التي كان قد عمل في إدارتها في عهدي التركية السابقة والثورة المهدية. وتزوج في الفاشر من الميرم عرفات بنت السلطان حسين. ولسبب ما غضب عليه السلطان علي دينار، حاكم دارفور، فأمر بإعدامه. ومات زقل في دارفور.